# Canton de Cruzy-le-Châtel
Le canton de Cruzy-le-Châtel est une division administrative française du département de l'Yonne.

## Composition
Le canton de Cruzy-le-Châtel, d'une superficie de 270 km2, est composé de seize communes
.
| Nom                       | Code Insee | Intercommunalité              | Superficie (km2) | Population (dernière pop. légale) | Densité (hab./km2) |
| ------------------------- | ---------- | ----------------------------- | ---------------- | --------------------------------- | ------------------ |
| Arthonnay                 | 89019      | CC Le Tonnerrois en Bourgogne | 25,50            | 170 (2014)                        | 6,7                |
| Baon                      | 89028      | CC Le Tonnerrois en Bourgogne | 8,57             | 78 (2014)                         | 9,1                |
| Cruzy-le-Châtel           | 89131      | CC Le Tonnerrois en Bourgogne | 59,52            | 285 (2014)                        | 4,8                |
| Gigny                     | 89187      | CC Le Tonnerrois en Bourgogne | 10,77            | 98 (2014)                         | 9,1                |
| Gland                     | 89191      | CC Le Tonnerrois en Bourgogne | 16,67            | 36 (2014)                         | 2,2                |
| Mélisey                   | 89247      | CC Le Tonnerrois en Bourgogne | 22,17            | 272 (2014)                        | 12                 |
| Pimelles                  | 89299      | CC Le Tonnerrois en Bourgogne | 9,91             | 60 (2014)                         | 6,1                |
| Quincerot                 | 89320      | CC Le Tonnerrois en Bourgogne | 9,91             | 54 (2014)                         | 5,4                |
| Rugny                     | 89329      | CC Le Tonnerrois en Bourgogne | 13,89            | 80 (2014)                         | 5,8                |
| Saint-Martin-sur-Armançon | 89355      | CC Le Tonnerrois en Bourgogne | 14,11            | 129 (2014)                        | 9,1                |
| Sennevoy-le-Bas           | 89385      | CC Le Tonnerrois en Bourgogne | 8,69             | 97 (2014)                         | 11                 |
| Sennevoy-le-Haut          | 89386      | CC Le Tonnerrois en Bourgogne | 8,84             | 112 (2014)                        | 13                 |
| Tanlay                    | 89407      | CC Le Tonnerrois en Bourgogne | 38,66            | 1 039 (2014)                      | 27                 |
| Thorey                    | 89413      | CC Le Tonnerrois en Bourgogne | 6,93             | 36 (2014)                         | 5,2                |
| Trichey                   | 89422      | CC Le Tonnerrois en Bourgogne | 6,61             | 40 (2014)                         | 6,1                |
| Villon                    | 89475      | CC Le Tonnerrois en Bourgogne | 9,42             | 102 (2014)                        | 11                 |

## Représentation

### Conseillers généraux de 1833 à 2015
| Période            | Identité                                                     | Parti               | Qualité                                                                                                   |
| ------------------ | ------------------------------------------------------------ | ------------------- | --- |
| 1833-1867 (décès)  | Marquis Louis-Baptiste Thévenin de Tanlay                    |                     | Colonel d'état-major, maire de Tanlay                                                                     |
| 1867-1882 (décès)  | Marquis Louis-Anatole Thévenin de Tanlay (fils du précédent) | Droite              | Propriétaire à Tanlay                                                                                     |
| 1883-1928 (décès)  | Comte puis Marquis Jean Thévenin de Tanlay (1848-1928)       | FR                  | Ancien officier Attaché au cabinet du Président de la République Maire de Tanlay                          |
| Novembre 1928-1937 | Jacques Thévenin de Tanlay (1884-1957, neveu du précédent)   | Républicain         | Propriétaire à Tanlay                                                                                     |
| 1937-1940          | André Jaïs (1910-2010)                                       | Rad.                | Avocat à Paris Réélu en 1938 après annulation du scrutin de 1937                                          |
|                    |                                                              |                     | |
| 1943-1945          | Henri Jossier (1883-1959)                                    |                     | Cultivateur Maire de Cruzy-le-Châtel Nommé conseiller départemental en 1943                               |
|                    |                                                              |                     | |
| 1945-1951          | André Jaïs                                                   | Rad.-RGR            | Avocat à Paris, ancien résistant                                                                          |
| 1951-1958          | Henri Jossier                                                | RI                  | Cultivateur, maire de Cruzy-le-Châtel                                                                     |
| 1958-1975 (décès)  | Paulin Delprat                                               | RI                  | Quincaillier, maire de Tanlay                                                                             |
| 1975-2008          | Michel Delprat (fils du précédent)                           | RI puis CNI puis DL | Quincaillier Conseiller régional Député (1978-1981) Conseiller municipal puis maire de Tanlay (1975-2001) |
| 2008-2015          | Jean-Pierre Bouilhac                                         | UMP                 | Cadre Maire de Tanlay                                                                                     |

### Conseillers d'arrondissement (de 1833 à 1940)
Le canton de Cruzy avait deux conseillers d'arrondissement jusqu'en 1904.
Il appartenait à l'arrondissement de Tonnerre jusqu'à sa disparition en 1926.
| Période                                  | Période      | Identité                                   | Étiquette     | Qualité |
| ---------------------------------------- | ------------ | ------------------------------------------ | ------------- | --- |
| 1833                                     | 1848         | Charles Médard Roy (1778-1865)             |               | Juge de paix à Cruzy-le-Châtel                                                                              |
| 1833                                     | 1848         | Edme Pierre Hubert Gaillardet (1784-1859)  |               | Suppléant du juge de paix, propriétaire, maire d'Arthonnay                                                  |
| 1848                                     | 1852         | Pierre Hugues Jolliot (1807-1871)          |               | Avocat, ancien notaire à Cruzy-le-Châtel                                                                    |
| 1848                                     | 1854 (décès) | Alexandre Thierry (1805-1854)              |               | Médecin à Tanlay                                                                                            |
| 1852                                     | 1861         | Charles Médard Roy (1778-1865)             |               | Juge de paix à Cruzy                                                                                        |
| 1854                                     | 1895         | Félix Roguier (1819-1906)                  |               | Ingénieur des Mines, marchand de bois, propriétaire, rentier, adjoint au maire de Tanlay                    |
| 1861                                     | 1870         | Georges Justin Napoléon Costel (1807-1881) |               | Ancien juge de paix, Cruzy                                                                                  |
| 1870                                     | 1898         | Charles Martenot                           |               | Agriculteur à Cruzy-le-Châtel                                                                               |
| 1898                                     | 1909 (décès) | Aristide Labosse (1835-1909)               | Républicain   | Propriétaire, maire de Saint-Vinnemer, Président du Conseil d'arrondissement                                |
| 1895                                     | 1904         | Eugène Saget                               | Républicain   | Maire de Pimelles                                                                                           |
| 1910                                     | 1922         | Théophile Ouvrier                          | Radical       | Cultivateur, maire de Mélisey                                                                               |
| 1922                                     | 1928         | Charles Bertauche                          | Bloc national | Maire de Sennevoy-le-Bas                                                                                    |
| 1928                                     | 1940         | Henri Meunier                              |               | Cultivateur à Mélisey                                                                                       |
| Les données manquantes sont à compléter. |              |                                            |               | |
| 1940                                     |              |                                            |               | Les conseils d'arrondissement ont été suspendus par la loi du 12 octobre 1940 et n'ont jamais été réactivés |

## Démographie

### Évolution démographique
| 1962  | 1968  | 1975  | 1982  | 1990  | 1999  | 2006  | 2011  | 2012  |
| ----- | ----- | ----- | ----- | ----- | ----- | ----- | ----- | ----- |
| 3 641 | 3 499 | 3 224 | 3 162 | 2 943 | 2 912 | 2 919 | 2 802 | 2 760 |

### Âge de la population
La pyramide des âges, à savoir la répartition par sexe et âge de la population, du canton de Cruzy-le-Châtel en 2009 ainsi que, comparativement, celle du département de l'Yonne la même année sont représentées avec les graphiques ci-dessous.
La population du canton comporte 49,1 % d'hommes et 50,9 % de femmes. Elle présente en 2009 une structure par grands groupes d'âge plus âgée que celle de la France métropolitaine. 
Il existe en effet 58 jeunes de moins de 20 ans pour cent personnes de plus de 60 ans, alors que pour la France l'indice de jeunesse, qui est égal à la division de la part des moins de 20 ans par la part des plus de 60 ans, est de 1,06. L'indice de jeunesse du canton est également inférieur à celui  du département (0,87) et à celui de la région (0,84).
| Hommes | Classe d’âge | Femmes |
| ------ | ------------ | ------ |
| 0,6    | 90 ans ou +  | 2,0    |
| 12,3   | 75 à 89 ans  | 16,8   |
| 18,7   | 60 à 74 ans  | 19,5   |
| 22,6   | 45 à 59 ans  | 19,9   |
| 17,6   | 30 à 44 ans  | 16,7   |
| 12,2   | 15 à 29 ans  | 9,5    |
| 16,2   | 0 à 14 ans   | 15,7   |

| Hommes | Classe d’âge | Femmes |
| ------ | ------------ | ------ |
| 0,5    | 90 ans ou +  | 1,4    |
| 7,9    | 75 à 89 ans  | 11,9   |
| 15,5   | 60 à 74 ans  | 15,6   |
| 21,5   | 45 à 59 ans  | 20,7   |
| 19,3   | 30 à 44 ans  | 18,4   |
| 16,3   | 15 à 29 ans  | 15,1   |
| 19,0   | 0 à 14 ans   | 16,9   |